# French cancan
Pour les articles homonymes, voir French et Cancan (homonymie).
Clip vidéo
[vidéo] « Franch cancan au Moulin Rouge - French TV », sur YouTube
Le French cancan (littéralement « cancan français » en anglais) est une célèbre forme de spectacle musical et chorégraphique français apparue à Londres en 1868. Il est repris et arrangé du célèbre Galop infernal d'Orphée aux Enfers, de l'opéra bouffe Orphée aux Enfers, de Jacques Offenbach de 1858 (plus célèbre œuvre d'Offenbach, et plus célèbre des cancan-chahut-cancan du monde, musique emblématique entre autres des célèbres spectacles de cabarets français Moulin-Rouge, Lido, Paradis latin, l'Extravagance ou Folies Bergère.).

## Historique
Les bals sont très fréquentés au XIXe siècle à Paris, en particulier durant la période du Carnaval de Paris. Dans ce cadre apparaît le cancan (ou « coin-coin ») qui se danse en couple. C'est une danse prohibée par les autorités, car à l'époque les femmes portent, sous leur robe longue et leur frou-frou, des jupons et une culotte fendue. Lever ainsi la jambe, la robe et les jupons est considéré comme indécent, impudique et érotique.
En 1850, Céleste Mogador, danseuse vedette du bal Mabille de Paris, s'empare du phénomène cancan, une nouvelle danse d'environ huit minutes au rythme endiablé, sur des airs entraînants de la musique festive de danses de Paris au XIXe siècle de l'époque. Faisant preuve d'équilibre et de souplesse à la limite de l'acrobatie, les danseuses de cancan dans leur costume affriolant font perdre la tête au Tout-Paris.
S'inspirant de cette danse, le producteur et directeur de théâtre et de music-hall anglais Charles Morton (en) invente une nouvelle forme de ballet le « French cancan » censé émoustiller le public anglophone par l'évocation du libertinage sexuel parisien-français, exécuté principalement sur des airs notamment du célèbre Galop infernal d'Orphée aux Enfers de Jacques Offenbach, compositeur emblématique considéré comme « le roi du Second Empire » du monde du spectacle du XIXe siècle.

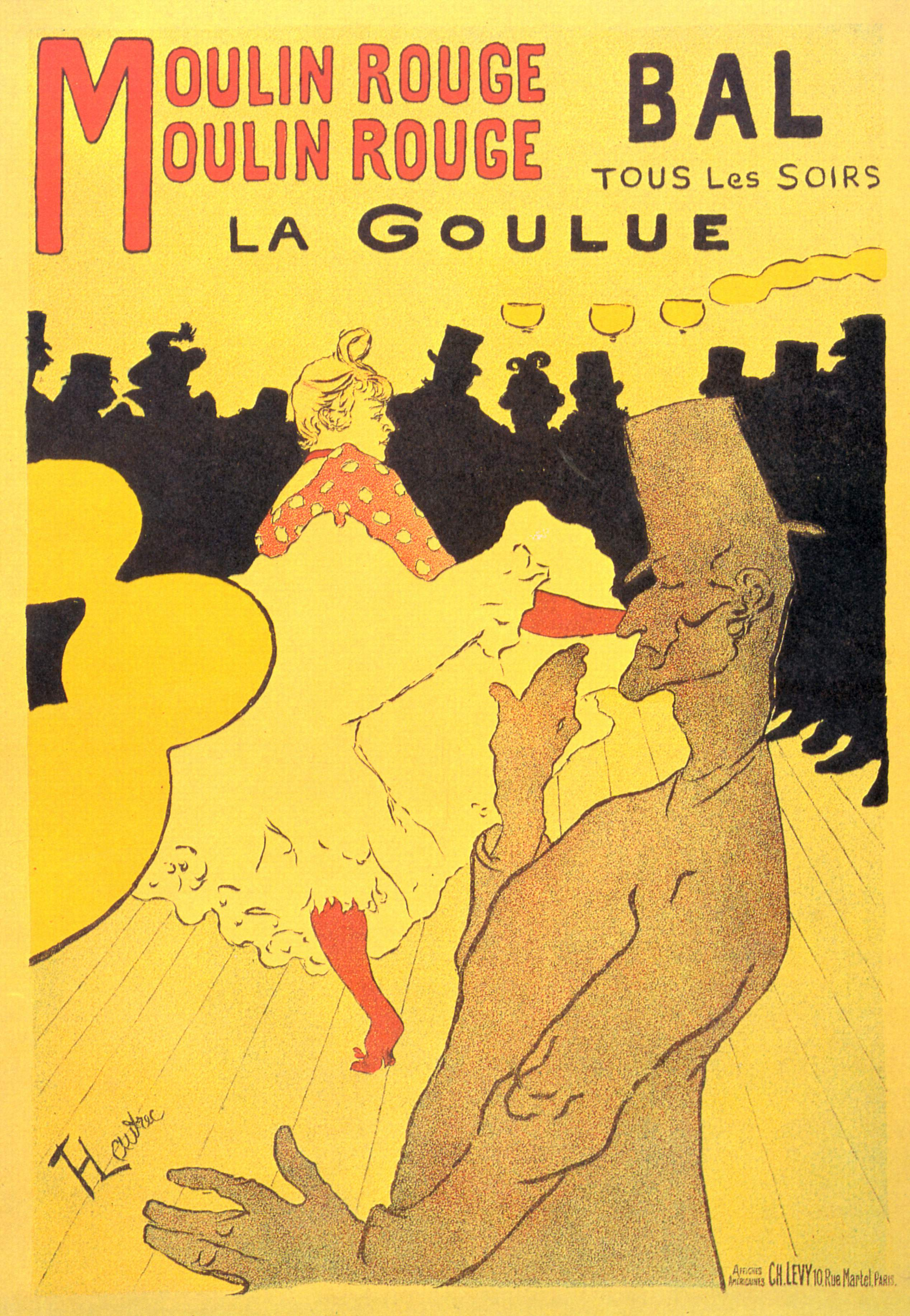
Moulin-Rouge - La Goulue, de Toulouse-Lautrec

Des célèbres danseuses vedettes contribuent à son succès, dont La Goulue, Jane Avril, Nini Pattes en l'air, ou la Môme Fromage…, du célèbre Moulin Rouge de Montmartre, ainsi que des artistes peintres ou dessinateurs d'affiches, dont Henri de Toulouse-Lautrec, dont les peintures et affiches de French cancan sont exposées dans les plus importants musées du monde.

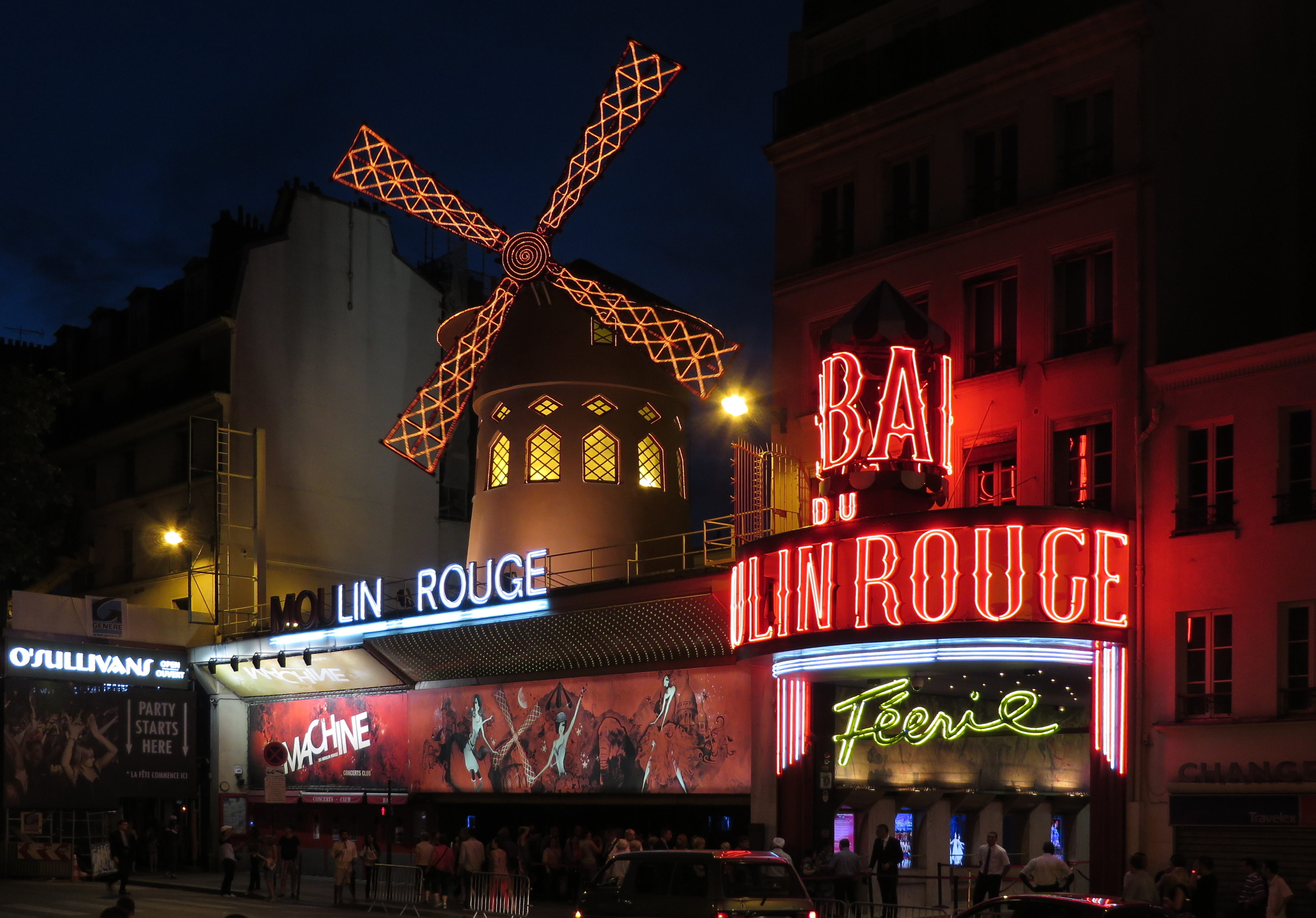
Le Moulin-Rouge de Montmartre à Paris
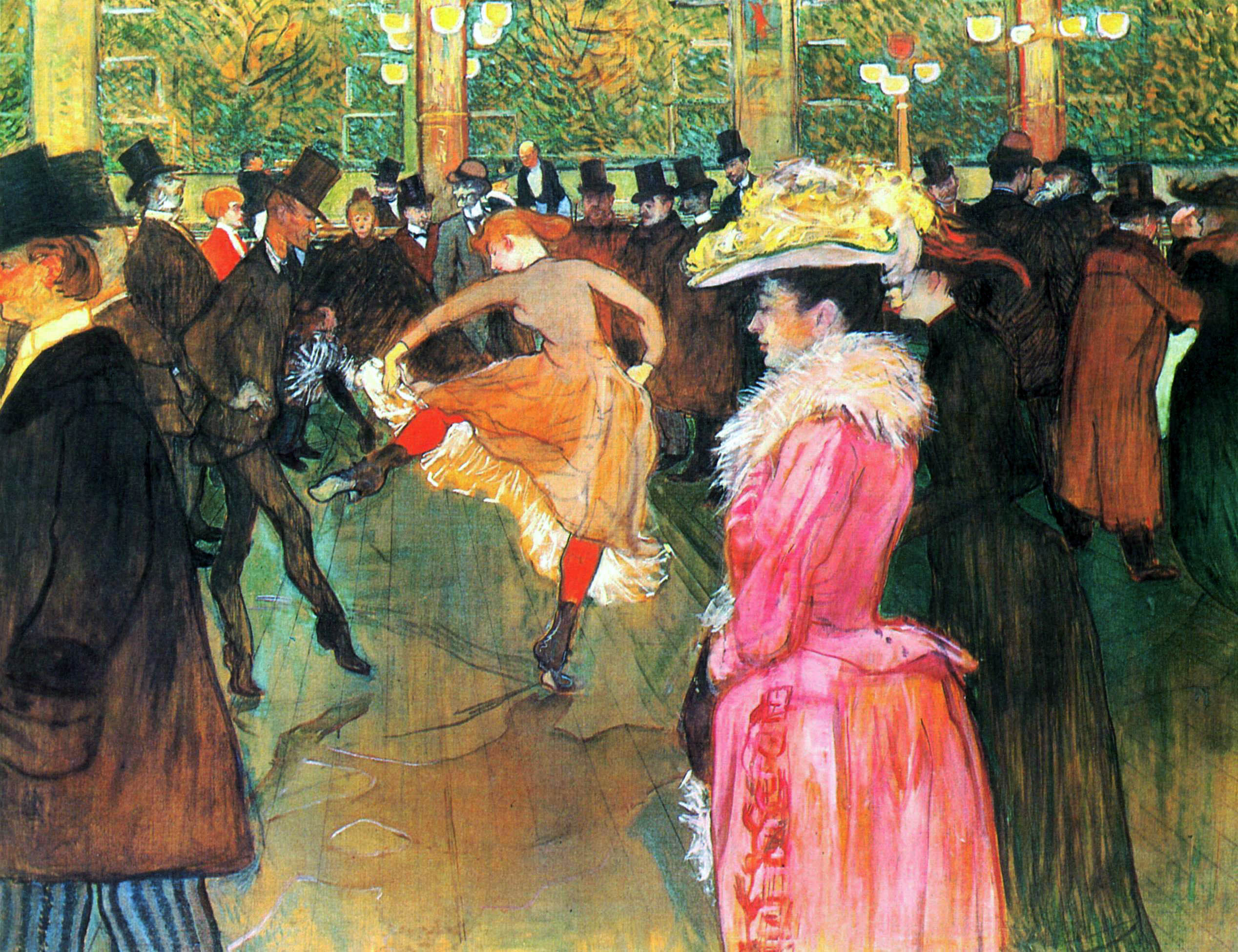
La danse au Moulin Rouge, Toulouse-Lautrec
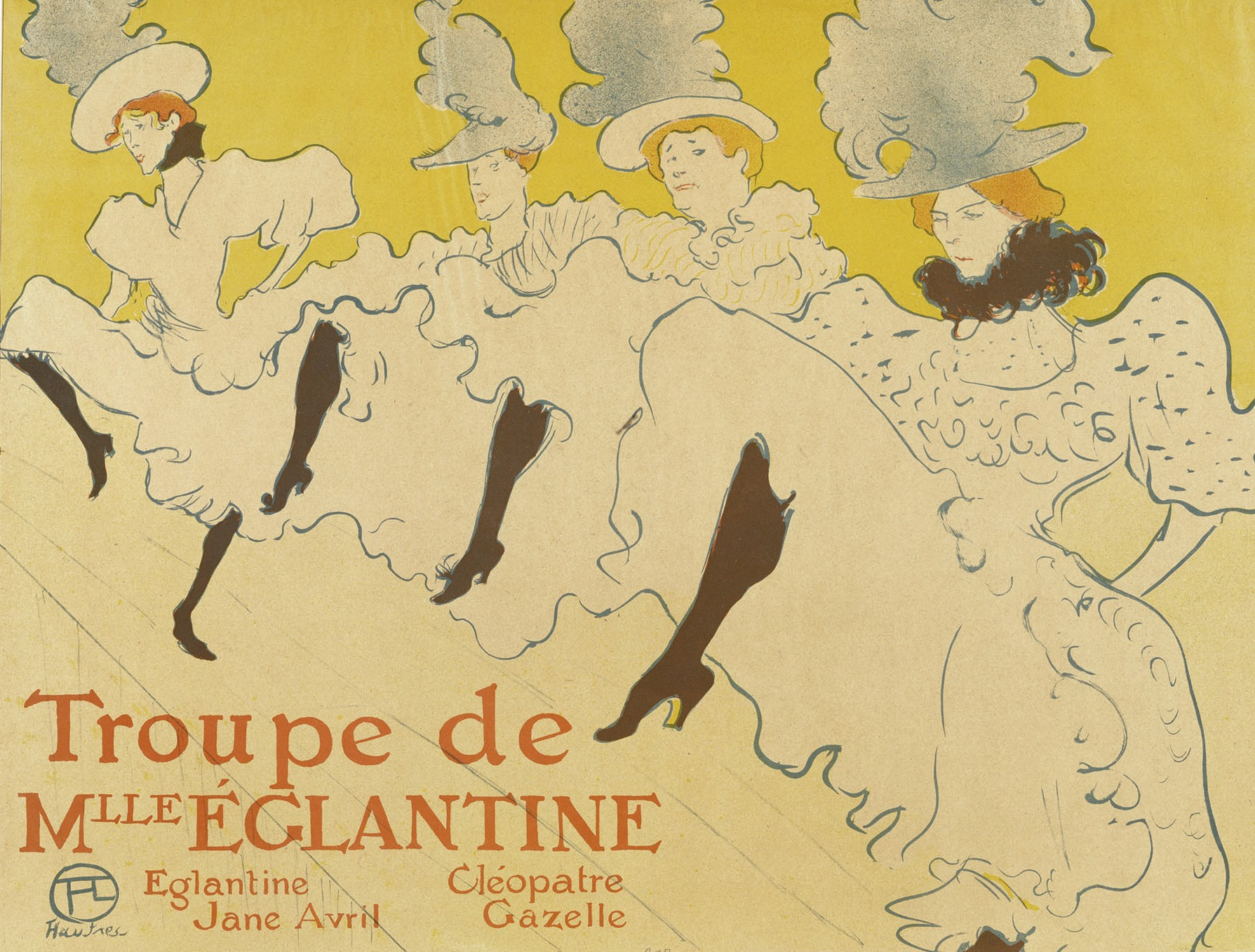
Troupe de Mlle Elegantine, Toulouse-Lautrec
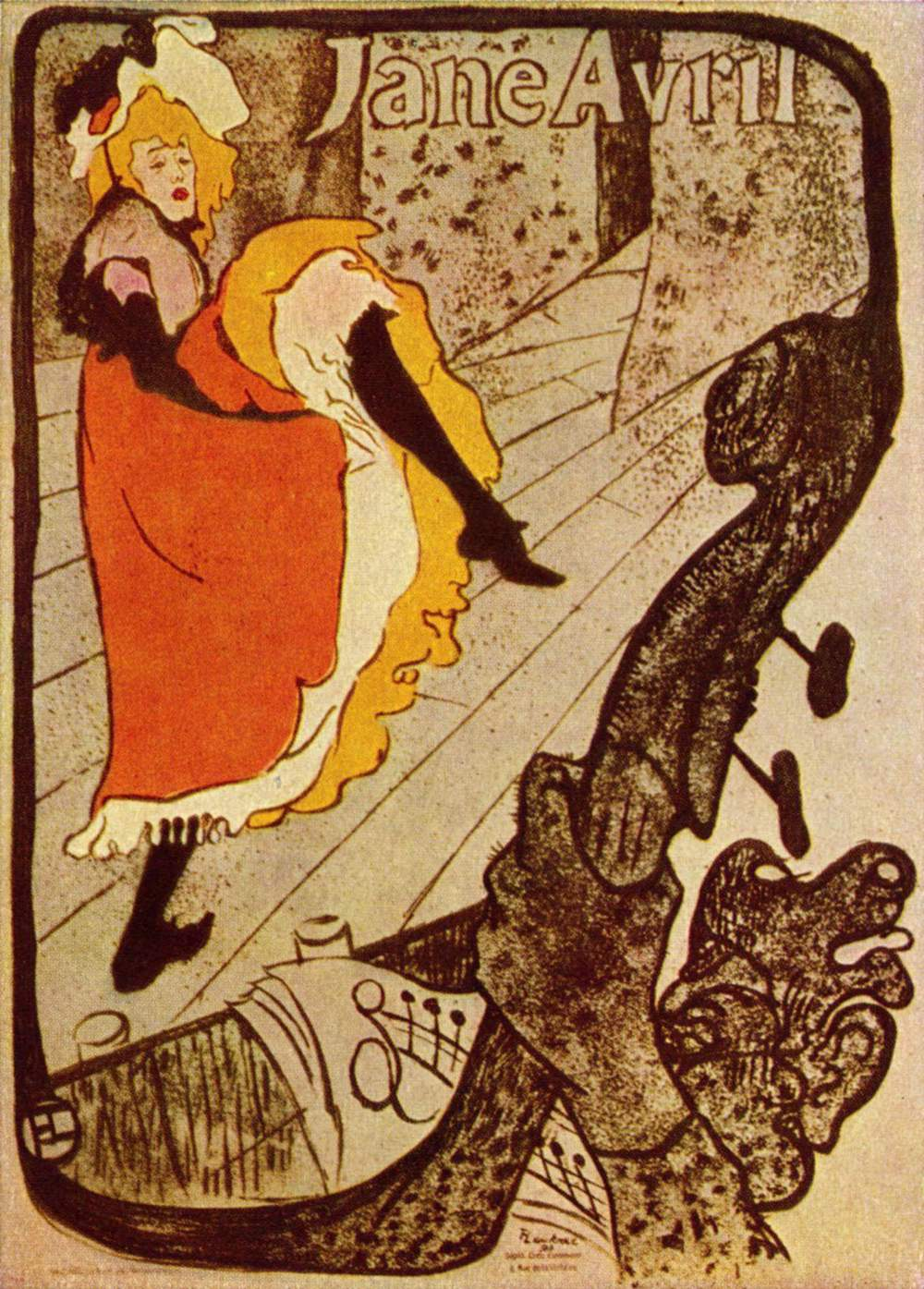
Jane Avril, Toulouse-Lautrec

Le French cancan est à ce jour une musique emblématique des nuits parisiennes, avec son chahut festif et ses hurlements stridents, pour le tourisme parisien, entre autres avec les célèbres revues et spectacles de cabarets parisiens Moulin-Rouge, Lido, Paradis Latin, ou Folies Bergère…, symbole d'un Paris frivole et festif, et des joies de la Belle Époque.

## Au cinéma
- 1952 : Moulin Rouge, de John Huston[6]
- 1955 : French Cancan, de Jean Renoir, avec Jean Gabin et Françoise Arnoul
- 1960 : Can-Can, de Walter Lang, avec Frank Sinatra, Shirley MacLaine, Maurice Chevalier, et Louis Jourdan[7]
- 2001 : Moulin Rouge, de Baz Luhrmann, avec Nicole Kidman et Ewan McGregor
- 2003 : Les Looney Tunes passent à l'action de Joe Dante et Eric Goldberg
- 2008 : Un mariage de rêve de Stephan Elliott.
- 2010 : Les Aventures extraordinaires d'Adèle Blanc-Sec de Luc Besson